# قولان (جلفا)

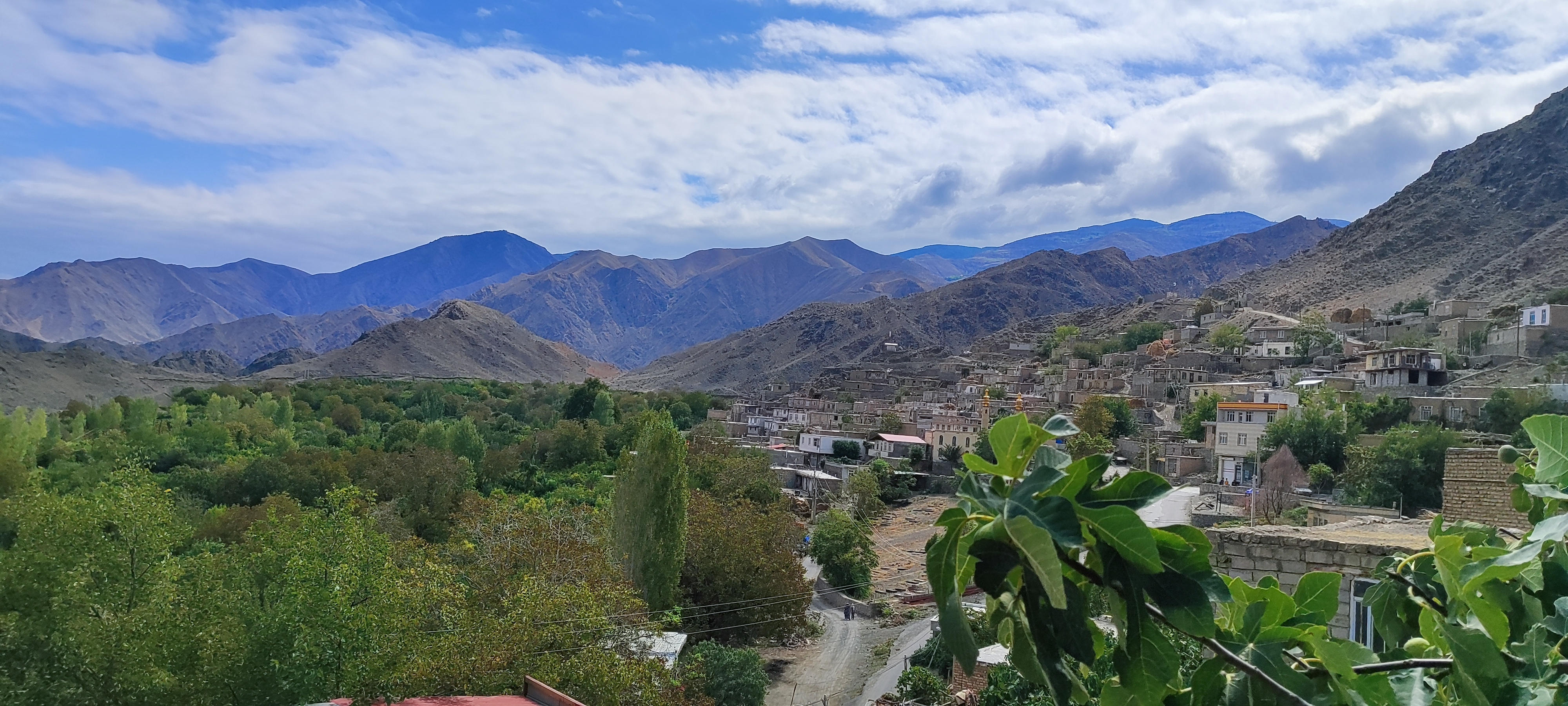
روستای «قولان» تابستان۱۴۰۲

قولان یکی از روستاهای استان آذربایجان شرقی است که در دهستان نوجه‌مهر بخش سیه‌رود شهرستان جلفا واقع شده است.

## جمعیت
روستای قولان روزگاری شهری بود که جمعیت آن بالغ بر ۱۰۰۰۰نفر می‌شد و به عنوان پایگاه نظامی و سیاسی آن زمان مطرح بوده است.اما جمعیت کنونی آن بر اساس بانک اطلاعات جامع روستایی ایران، نزدیک ۵۰۰ نفر می‌باشد.

## لغت
قولان در ترکی به معنی کره اسب (ماده) است
ازعمده محصولات روستا می‌توان به انار درجه یک انجیر توت گردو اشاره کرد